# Mount Weyant
Mount Weyant är ett berg i Antarktis. Det ligger i Östantarktis. Nya Zeeland gör anspråk på området. Toppen på Mount Weyant är 1 929 meter över havet, eller 243 meter över den omgivande terrängen. Bredden vid basen är 1,2 km.
Terrängen runt Mount Weyant är varierad. Trakten är obefolkad. Det finns inga samhällen i närheten.